# Stumm
Stumm è un comune austriaco di 1 855 abitanti nel distretto di Schwaz, in Tirolo.